# Bourbeuse (États-Unis)
Pour les articles homonymes, voir Bourbeuse.
La Bourbeuse (Bourbeuse river) est une rivière située dans le centre de l'État du Missouri aux États-Unis, et un affluent de la rivière Meramec, donc un sous-affluent du Mississippi.

## Géographie
Sa longueur est de 240 km de long et son bassin fluvial est de 1 380 km2.
Elle prend sa source dans la région des Monts Ozark dans le Comté de Phelps (Missouri). Elle traverse ensuite le Comté de Maries, le Comté de Gasconade, le Comté de Crawford (Missouri) et le Comté de Franklin (Missouri) dans lequel elle se jette dans la rivière Meramec.
La rivière Bourbeuse a un faible débit d'eau. Sa faible déclinaison la rend souvent boueuse, d'où son nom qui lui fut donné par les premiers trappeurs, coureurs des bois et missionnaires français et Canadiens français qui parcoururent le territoire de la Nouvelle-France et de la Louisiane française.
Elle a un parcours très sinueux avec de nombreux méandres passant par des gorges. Elle a très peu de tirant d'eau et le peu de profondeur par endroits permet de nombreux passages à gué. Son débit est de 19,3 m3/s à Union.